# (21811) Burroughs
(21811) Burroughs (1999 TR20) – planetoida z grupy pasa głównego asteroid okrążająca Słońce w ciągu 5,65 lat w średniej odległości 3,17 j.a. Odkryta 5 października 1999 roku.